# Imma (singolo)
Imma è un singolo del rapper canadese bbno$ e prodotto da Lentra, pubblicato il 28 agosto 2020 come quarto estratto dal quinto album in studio Good Luck Have Fun.

## Video musicale
Il videoclip del brano è stato reso disponibile alcune ore dopo la pubblicazione del brano.

## Tracce
1. Imma – 2:03